# Turn It on Again - Best of '81-'83
Turn It on Again - Best of '81-'83 (en castellano «Enciéndelo Otra Vez - Lo Mejor del '81-'83») es un álbum compilatorio de Genesis que se centra exclusivamente en cuatro álbumes (dos en estudio, uno en vivo y un EP) lanzados durante el período 1981-1983. Esta compilación fue lanzada al mercado antes de la publicación de su próximo álbum en estudio We Can't Dance, también en 1991. Los álbumes que abarca son: Abacab, Three Sides Live, 3 X 3 y Genesis; dejando fuera de esta forma el álbum Invisible Touch, más exitoso y más reciente al momento de ser lanzada esta compilación. Nunca ha tenido una reedición, y es un album extremadamente difícil de encontrar. 
Durante este período es cuando Genesis se consolida como trío, habiendo sobrevivido a dos grandes pérdidas: el guitarrista Steve Hackett y principalmente la del vocalista Peter Gabriel. Luego de un par de sólidos esfuerzos, en 1978 con el álbum ...And Then There Were Three... y posteriormente en 1980 con Duke, el grupo estaba haciendo la transición desde una banda de rock progresivo a un sonido más pop con temas como «Follow You, Follow Me», «Misundestanding» y «Turn it on Again» (las tres se incluyen en este álbum en sus versiones en vivo). El «nuevo» Genesis recién aparece en toda su dimensión con el álbum Abacab de 1981.
Los temas de este período son los que forman esta compilación, incluyendo éxitos como «No Reply at All», «Man on the Corner», «Mama» y «That's All», solo por nombrar algunos. 
No hay ningún tema que no se hubiera editado, de un modo u otro, en la discografía del grupo. En concreto los dos temas finales del disco resultan interesantes, porque estaban inéditos en álbum, y solo se habían publicado anteriormente como caras B de singles:
La versión extendida de la canción «Turn it on Again», de casi diez minutos de duración y que incluía un medley con canciones de otros grupos (clásicos y contemporáneos), era la sorpresa con la que acababan los conciertos de las giras The Mama Tour (1983-84) e Invisible Touch Tour (1986-87). En este caso, se publica el medley del concierto del Spectrum de Philadelphia del 27 de noviembre de 1983, con clásicos de los sesenta, que Phil Collins interpretaba en escena a la manera de los protagonistas de la película The Blues Btothers. Probablemente por derechos de autor, el medley no está completo, ya que se ha editado eliminando otros temas coetáneos que incluía el medley en esa gira (como Karma Chameleon de Culture Club, o Every Breath You Take, de The Police). Esta misma versión editada ya se había lanzado con anterioridad como cara B del single "Illegal Alien".
La versión en directo de Firth of Fifth se extrajo del concierto en el Nassau Coliseum (Long Island), del 29 de noviembre de 81, que fue fuente de varios de los temas que el grupo incluyó en el disco Three Sides Live, pero no esta versión del tema clásico de 1973, que tiene la curiosidad de ser la única publicación oficial  del tema completo con Daryl Stuermen en la guitarra solista. Esta misma versión se había lanzado como cara B del single That's All.
Dos curiosidades para los más fanáticos de la banda implican una coincidencia inédita en la discografía del grupo: por un lado, es el único disco que cuenta con las dos canciones que Genesis grabaron con The Phenix Horns (empeño de Collins, reconocido fan de la música de la Motown): Paperlate y No Reply At All. Por otro lado, coinciden también los dos temas escritos por Collins en Genesis en esa época, que entroncan con su carrera en solitario (que despegaba precisamente también en los años de este recopilatorio): Man On The Corner, y Misunderstanding.

## Lista de canciones
| Pista | Título Inglés                | Título Español                   | Del Álbum        | Año  | Duración |
| ----- | ---------------------------- | -------------------------------- | ---------------- | ---- | -------- |
| 1.    | Mama                         | Mama                             | Genesis          | 1983 | 6:03     |
| 2.    | Home by the Sea              | Hogar Junto Al Mar               | Genesis          | 1983 | 4:45     |
| 3.    | That's All                   | Eso Es Todo                      | Genesis          | 1983 | 4:21     |
| 4.    | Illegal Alien                | Extranjero Ilegal                | Genesis          | 1983 | 4:33     |
| 5.    | Paperlate                    | Noticias                         | 3 X 3            | 1982 | 3:14     |
| 6.    | No Reply at All              | Sin Ninguna Respuesta            | Abacab           | 1981 | 4:34     |
| 7.    | Takin' It All Too Hard       | Tomándolo Todo Demasiado Difícil | Genesis          | 1983 | 3:56     |
| 8.    | Man On the Corner            | Hombre En La Esquina             | Abacab           | 1981 | 4:15     |
| 9.    | Misunderstanding (live)      | Malentendido (en vivo)           | Three Sides Live | 1982 | 3:57     |
| 10.   | Follow You, Follow Me (live) | Te Seguiré Me Seguirás (en vivo) | Three Sides Live | 1982 | 4:39     |
| 11.   | Abacab (live)                | Abacab (en vivo)                 | Three Sides Live | 1982 | 8:35     |
| 12.   | Turn It on Again (live) (*)  | Enciéndelo Otra Vez (en vivo)    | Cara B           | 1983 | 9:03     |
| 13.   | Firth Of Fifth (live)        | Fiordo del Quinto (en vivo)      | Cara B           | 1981 | 9:22     |

(*) Contiene extractos de las siguientes canciones:

1. Everybody Needs Somebody To Love (B. Berns/S. Burke/ G. Wexler)
2. Satisfaction/The Last Time (M. Jagger/K. Richard)
3. All Day And All Of The Night (R. Davis)
4. In The Midnight Hour (W. Picket/S. Cropper)

## Datos adicionales
- Canciones 1, 2, 3, 4, 5, 6, 7, 10, 11, 12 compuestas por Tony Banks, Phil Collins, Mike Rutherford.
- Canciones 8, 9 compuestas por Phil Collins.
- Canción 13 compuesta por Tony Banks, Phil Collins, Steve Hackett, Peter Gabriel, Mike Rutherford.

- Diseño de portada: Studio R+M
- Compilado por: Paul Jansen
- Ingeniería: Hugh Padgham (Canciones: 1, 4, 5, 6, 8,)
- Masterización para CD: Gert van Hoeyen
- Producido por Genesis y Hugh Padgham (Canciones: 1, 2, 3, 4, 7, 12)

- Datos: Q6153985